# Novi grad (Osijek)
Novi grad je osječka gradska četvrt. Ima 14.100 stanovnika i 5317 kućanstava. Dan četvrti je 5. srpnja, blagdan Ćirila i Metoda, stoga se tamo nalazi i istoimena župa.
Gradska četvrt graniči:
- s istoka: Huttlerova ulica od željezničke pruge Osijek – Dalj do Divaltove ulice, parna strana Divaltove ulice od kućnog broja 154 do 132 i Ulica Josipa Reihl-Kira od Divaltove ulice do Južne obilaznice
- sa zapada: Trpimirova ulica od željezničke pruge Osijek – Dalj, prema jugu do naselja Brijest
- sa sjevera: željeznička pruga Osijek – Dalj, od Trpimirove ulice do Huttlerove ulice
- s juga: od naselja Brijest granicom k.o. Tenja do Reihl-Kirove ulice